# X++
X++ est un langage de programmation orienté objet proche du C++ et du Java.

## Utilité
Il est habituellement utilisé pour modifier l'ERP Microsoft Dynamics AX, en passant par l'environnment MorphX intégré. Ainsi, le langage X++ inclut des commandes de SQL comme partie intégrée du langage.
Les programmeurs employant X++ peuvent accéder aux classes existantes de Dynamics AX, et les étendre.
X++ dispose d'un ramasse-miette, si aucune référence ne se rapporte à un objet particulier, cet objet est supprimé.